# Крайне
Крайне (на словашки: Krajné) е село в западна Словакия, в Тренчински край, в окръг Миява. Според Статистическа служба на Словашката република към 31 декември 2021 г. селото има 1407 жители.
Разположено е на 250 m надморска височина, на 13 km югоизточно от Миява. Площта му е 28,47 km². Кмет на селото е Ян Конечник.
В центъра има римокатолическа църква посветена на Свети Михаил, лутеранска църква, общински съвет и поща.